# Fil·loscòpids
Els fil·loscòpids (Phylloscopidae) són una família d'ocells insectívors de l'ordre dels passeriformes, reconeguda en època recent, ja que anteriorment llurs espècies s'ubicaven a la família dels sílvids (Sylviidae). Aquesta família es distribueix per Euràsia, arribant fins a Indonèsia i Àfrica. El mosquiter boreal (Phylloscopus borealis) cria cap a l'est fins a Alaska. La majoria viu en els boscos i matolls, i s'alimenten en general, d'insectes caçats al vol.
Les diferents espècies són de diversa grandària. Sovint el plomatge és verd per sobre i groc per sota, o més esmorteït amb colors grisenc-verd a marró-grisenc, que varien poc o res en absolut amb les estacions. Les cues no són molt llargues, amb 12 plomes (a diferència de les espècies de similar aspecte del gènere Abroscopus, que en tenen 10).

## Llistat de gèneres
Segons la classificació del Congrés Ornitològic Internacional (versió 11.1, 2021) aquesta família conté un únic gènere:
- Gènere Phylloscopus, amb 80 espècies.

En altres classificacions però, s'ha contemplat que almenys 11 de les espècies, pertanyen en realitat a un gènere diferent: Seicercus Swainson, 1837.